# Yann Siccardi
Yann Siccardi (La Colle, 3 de fevereiro de 1986) é um judoca monegasco. Participou dos Jogos Olímpicos de Verão de 2008 e não ganhou medalhas.